# Harry Schlegel
Harry Schlegel (* 21. August 1988) ist ein deutscher Volleyball- und Beachvolleyballspieler.

## Karriere Halle
In der Halle ist Schlegel seit vielen Jahren beim SV Schwaig in verschiedenen Teams aktiv, vorwiegend in der Regionalliga Süd-Ost und in der 3. Liga Ost. Nach einer Saison 2014/15 beim Drittligisten VGF Marktredwitz kehrte Schlegel zurück zum SV Schwaig in die zweite Mannschaft. Seit 2023 spielt er mit in der vierten Mannschaft in der Landesliga Bayern Nordwest.

## Karriere Beach
Schlegel spielte seine ersten Beach-Turniere ab 2012 mit Yannic Beck. 2013 kamen Beck/Schlegel bei der Smart Beach Tour in Köln erstmals ins Hauptfeld und belegten den 13. Platz. In Kühlungsborn wurden sie Neunte. 2014 erreichten sie den 13. Rang in Köln und den neunten Platz in Nürnberg. 2015 spielte Schlegel mit wechselnden Partnern und 2016 einige kleinere Turniere mit Maximilian Hauser.
Seit 2017 bildet er ein Duo mit Lennart Kroha. In dem Jahr traten sie dreimal in der Qualifikation der Smart Beach Tour an. Auf der Techniker Beach Tour 2018 schafften sie in Düsseldorf erstmals den Sprung ins Hauptfeld und belegten den 13. Platz. Das gleiche Ergebnis gelang ihnen bei den Turnieren in Leipzig und Zinnowitz. Auf der Techniker Beach Tour 2019 spielte Schlegel in Düsseldorf mit Benedikt Doranth und kam auf den 13. Platz. Kroha/Schlegel wurden Neunte in Sankt Peter-Ording und Dreizehnte in Zinnowitz. Nach dem Aus in der Gruppenphase des ersten Turniers der Comdirect Beach Tour 2020 qualifizierten sich Kroha/Schlegel Anfang August beim zweiten Turnier für die Deutsche Beachvolleyball-Meisterschaft im September, bei der sie auf den 13. Platz landeten.